# Carlo Biagi
Carlo Biagi (Viareggio, 20 de abril de 1914 - Milão, 16 de abril de 1986) foi um futebolista italiano que competiu nos Jogos Olímpicos de 1936.
Ele era um membro da equipe italiana, que ganhou a medalha de ouro no torneio de futebol.